# Rio Meia Ponte
Le rio Meia Ponte est une des rivières principales du Goiás au Brésil.  

## Géographie
Sa source se trouve à 50 km au nord de la ville de Goiânia et elle coule dans la cité en direction du sud, rejoignant le rio Paranaíba à la frontière du Minas Gerais. Son bassin fournit de l'eau à plus de 2 millions de personnes, près de 40 % de la population de l'État, et une bonne part de l'économie dépend d'elle. 
Le Meia Ponte reçoit de grosses quantités de déchets industriels et autres, et des effluents non traités de toute sorte ce qui réduit fortement la qualité de ses eaux. La ville de Goiânia déverse plus de 90 % de ses ordures non traitées dans la rivière.
Une évaluation brute de la qualité de l'eau en aval de Goiânia indique que la rivière a une teneur très appauvrie en oxygène dissout, sur un bief de 60 km en aval de la ville, et donc une capacité limitée de supporter la vie aquatique ou de donner de l'eau satisfaisante pour les activités agricoles.  
De plus les sécheresses annuelles de plus de six mois signifient que le Meia Ponte ne peut pas approvisionner toutes les populations qui ont besoin de son eau. On doit fréquemment rationner cette dernière en été. Une bonne nouvelle : un projet a récemment vu le jour pour essayer de soigner le cours d'eau et une usine de traitement des eaux usées est en construction à Goiânia.